# Lexy Ortega
Lexy Ortega (Camagüey, Cuba, 8 de marzo de 1960) es un Gran Maestro Internacional de ajedrez cubano, en 1991 emigró a Italia, país del que adoptó la nacionalidad y al que representa desde entonces.

## Palmarés y participaciones destacadas
En su juventud fue campeón de judo, pero un accidente en 1974 que le acarreó la rotura de un pie acabó con su carrera en las artes marciales. Tras este accidente se dedicó completamente al ajedrez, ganando el campeonato de ajedrez junior de Cuba sub-18, del año 1978.
En 1986 fue el segundo de Walter Arencibia Rodríguez cuando ganó el Campeonato del mundo juvenil de ajedrez sub-20, en Gausdal, Noruega. Fue durante algunos años el entrenador del equipo de ajedrez nacional mexicano.
Ortega fue el capitán del equipo nacional italiano femenino en la 38 Olimpiada de ajedrez en Dresde, donde finalizó en 12 lugar de 114 equipos, su mejor resultado histórico.
Fue una vez ganador del Campeonato de Italia de ajedrez, en  - 2009, en Sarre, en el Valle de Aosta, tras ganar al gran maestro Michele Godena en la final.